# Il pupazzo parlante n.2
Il pupazzo parlante n.2 (Night of the Living Dummy II) è il trentunesimo romanzo della collana Piccoli brividi dello scrittore statunitense R. L. Stine.

## Trama
Amy Kramer è una ragazza che vive nella sua ricca e numerosa famiglia composta dal padre, dalla madre e dai suoi due fratelli: Jed, il più piccolo, e la sorella maggiore Sara, molto viziata e narcisista per via della sua illimitata bravura in tutto. Amy disprezza molto il suo pupazzo da ventriloquo Dennis, vecchio e malconcio, che perde continuamente la testa. Un giorno il padre le fa un amorevole regalo: un meraviglioso pupazzo di legno nuovo di zecca di nome Slappy, che ha comprato in un negozio di antiquariato, dove sembrava, come dice il padre, che il proprietario fosse contento di essersene liberato. Mentre Amy ripulisce Slappy nota un bigliettino nella sua tasca. Su di esso ci sono incise delle strane parole, che la ragazza legge ad alta voce: Karru Marri Odonna Loma Molonu Karrano. A questo punto accadono cose strane nella camera di Sara: si rovina il suo dipinto, per colpa di qualcuno. La prima volta si scopre che è stato Jed, poi viene ingiustamente incolpata Amy. Un giorno quest'ultima si esibisce con Slappy nel locale del padre della sua amica Margo, dove si festeggia il compleanno di una bambina, a cui però, mentre stringe la mano di Slappy, accade una cosa strana: la mano del pupazzo stringe quella della bambina così forte da farle male e farla piangere, rovinandole la festa. Amy torna a casa disperata ma viene amorevolmente consolata dalla madre, stranamente, sente un sospiro proveniente dall'armadio in cui aveva chiuso Slappy.
I disastri nella camera di Sara continuano e Amy comincia a credere che sia Slappy la causa di tutto, così decide di stare sveglia tutta la notte per scoprire se effettivamente il pupazzo possieda vita propria. Funziona: Amy scopre terrorizzata che Slappy è vivo, vedendolo dirigersi nella camera di Sara, e lo blocca proprio mentre i genitori irrompono nella stanza e incolpano nuovamente Amy. La sera dopo, i muri della camera di Sara vengono imbrattati da scritte in rosso "AMY", e per questo la protagonista viene nuovamente punita. Un pomeriggio quest'ultima viene sorpresa da Slappy, in piedi e vivo, il quale le dice che adesso sarà sua schiava per il resto della sua vita, avendo letto ad alta voce l'antica formula che rende vivi i fantocci. Amy, terrorizzata, scatena una lotta con Slappy e riesce a rinchiuderlo a chiave nell'armadio, che però il pupazzo riesce a forzare. La ragazza corre a chiedere aiuto a Sara e scopre un'altra orribile verità: quest'ultima sapeva che Slappy era vivo e lo aveva visto distruggere i suoi quadri e scrivere "AMY" sulle pareti, però era così terrorizzata che preferiva far credere ai genitori che fosse stata Amy, ammettendo anche di essere un po' gelosa di quest'ultima, che, commossa, fa pace con la sorella. Le due riescono a bloccare il corpo di Slappy, lo portano fuori dalla casa e lo buttano in un tombino delle fogne, credendo di averlo sistemato per sempre. Amy però ritrova il pupazzo la mattina dopo e lo sbatte nell'armadio. Slappy esce di notte nuovamente e si dirige verso la camera di Sara, inseguito da Amy; arrivato davanti ad un quadro della sorella, viene però sorpreso dal vecchio pupazzo della giovane protagonista, Dennis, che si avventa su Slappy alzandolo da terra e spaccandogli la testa, uccidendolo. Fatto questo, Dennis scappa via e subito dopo compaiono i genitori di Amy nascosti nell'armadio di Sara, che avevano visto tutta la scena e si scusano con la figlia per averla ingiustamente punita. Il piano di Amy era questo: Slappy sarebbe arrivato nella camera di Sara e sarebbe stato sorpreso da Jed travestito da Dennis (e ciò fa pensare che ad uccidere Slappy fosse stato in realtà il ragazzo), poi i loro genitori avrebbero sorpreso Slappy dall'armadio. Amy però non si aspettava che Jed distruggesse del tutto il pupazzo, così la famiglia va a congratularsi con il fratello il quale, però, si scopre essere stato addormentato per tutto il tempo. Dopo essere stato svegliato, Jed afferma che si era dimenticato di travestirsi da Dennis, quindi a quanto pare Slappy è finalmente morto, sconfitto dal vero Dennis.

## Episodio televisivo
Dal libro è stato tratto un episodio dell'omonima serie; rappresenta la prima apparizione di Slappy sullo schermo, in quanto non è stata tratta alcuna puntata dal libro "Il pupazzo parlante". L'episodio ha alcune differenze con il romanzo:
- Gli incidenti causati da Slappy sono differenti rispetto al libro: rovina la pittura di Sara, insulta la famiglia di Amy, fa rompere l'amicizia di quest'ultima con Margo  e distrugge la chitarra del padre della ragazza.
- Nel libro le ragazze avevano ideato un piano per eliminare Slappy, facendo travestire Jed da Dennis e nascondendo i genitori nell'armadio, contrariamente a quanto narrato nell'episodio.
- Il libro si conclude con la famiglia che si domanda chi li abbia salvati, nell'episodio è chiaro sia stato Dennis.
- Invece di rompersi la testa sul letto, Slappy muore bruciato nel camino.
- Invece di un verme, dalla sua testa esce un fumo verde.
- La scena di Slappy che stringe la mano di Alicia (sorella di Margo) nel libro avviene nel locale del padre di quest'ultima, nell'episodio a casa di Amy. A causa di quest'avvenimento, Margo incolpa la protagonista dell'incidente e rompe la loro amicizia, cosa che invece non accade nel romanzo.

## Edizioni
- R. L. Stine, Il pupazzo parlante n.2, traduzione di Cristina Scalabrini, collana Piccoli brividi, Arnoldo Mondadori Editore, 1997,  p. 158, ISBN 88-04-43352-3.